# 류가미즈역
류가미즈역(일본어: 竜ヶ水駅)은 일본 가고시마현 가고시마시에 있는 규슈 여객철도 닛포 본선의 역이다. 상대식 승강장 2면 2선의 구조를 지닌 지상역이다.

## 역 주변
- 국도 제10호선

## 역사
- 1915년 8월 7일 : 개설.
- 1987년 4월 1일 : 민영화로 인해, 규슈 여객철도가 관리.

## 인접 정차역
| 닛포 본선            | 닛포 본선   | 닛포 본선                |
| -------------------- | ----------- | ------------------------ |
| 시게토미 고쿠라 방면 | ■ 닛포 본선 | 센간엔 가고시마추오 방면 |